# فيجيون

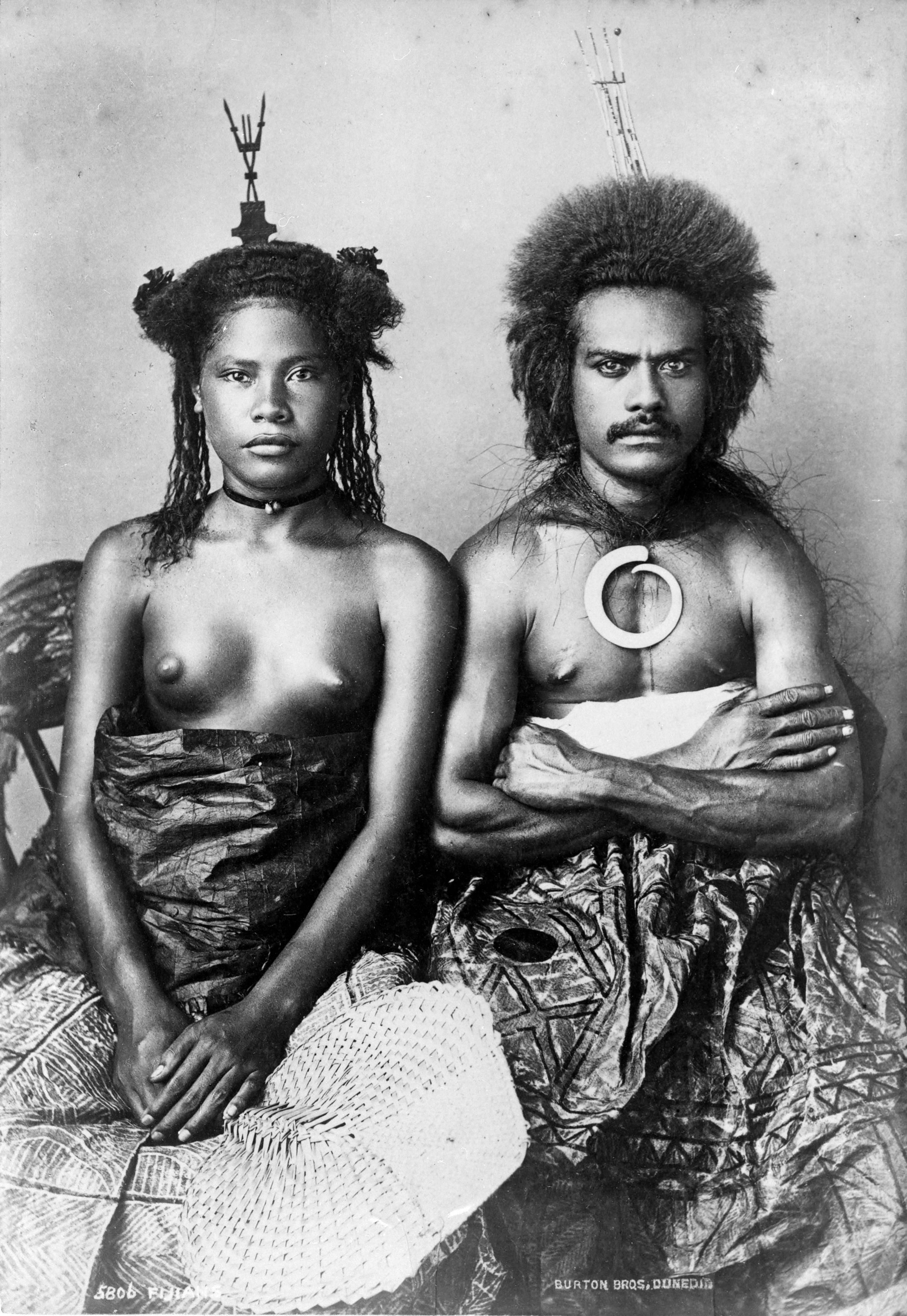
زوجان فيجيان بالملابس الشعبية في القرن التاسع عشر

الفيجيون أمة ومجموعة إثنية موطنهم الأصلي جزر فيجي، ويتكلمون اللغة الفيجية ويتشاركون تاريخًا وثقافةً مشتركين.
الفيجيون، أو إيتاوكي، هم السكان الأصليون الأساسيون لجزر فيجي، ويعيشون في منطقة تدعى بصورة غير رسمية ميلانيزيا. يُعتقد أن الفيجيين الأصليين قد وصلوا إل فيجي من غرب ميلانيزيا منذ 3,500 عام تقريبًا، مع أن الأصول الدقيقة للشعب الفيجي مجهولة. تحركوا قُدمًا في وقت لاحق إلى جزر محيطة أخرى، بما فيها روتوما، إلى جانب اختلاطهم بالمستوطنين (البولنيزيين) الآخرين في تونغا وساموا. هم السكان الأصليون لكل أجزاء فيجي ما عدا جزيرة روتوما. يُدعى المستوطنون الأصليون الآن باسم «شعب لابيتا» تيمنًا بنوع مميز من الخزف الذي ينتَج محليًا. وُجد خزف لابيتا في المنطقة منذ عام 800 ق.م فصاعدًا.
اعتبارًا منذ عام 2005، شكل الفيجيون الأصليون أكثر من نصف تعداد سكان فيجي بقليل. غالبية الفيجيين الأصلية من أصول ميلانيزية، مع بعض الخليط البولنيزي.
تمتلك أستراليا العدد الأكبر من الفيجيين المغتربين. وفقًا لوزارة شؤون جزر المحيط الهادئ، في حين أن الفيجيين كانوا أيضًا خامس أكبر مجموعة إثنية من جزر المحيط الهادئ تعيش في نيوزيلندا؛ لكن عددهم انخفض بنسبة 8% بين عامي 1996 و2001. في عام 2001، بلغ عدد سكان جزر المحيط الهادئ المقدر 231,800 شكل الفيجيون نحو 7,000 منهم. خارج أوقيانوسيا، يوجد شتات فيجي كبير في دول أخرى ناطقة بالإنجليزية، أي كندا والولايات المتحدة والمملكة المتحدة.
سن مرة مجلس رؤساء القبائل الأكبر قوانينًا وتنظيمات تحكم الشعب الفيجي الأصلي. إلى أن جرى حله على يد القوات المسلحة الفيجية عقب انقلاب عام 2006، كان مجلس رؤساء القبائل الأكبر يعقد اجتماعًا سنويًا لمناقشة هموم الفيجيين الأصليين. تألف المجلس، الذي كان مسؤولًا فيما سبق عن تعيين رئيس فيجي، من 55 رئيس قبيلة فيجي مختارون من 14 محافظة. ضم المجلس ثلاثة مكلفين من جزيرة روتوما وستة يعينهم وزير الشؤون الفيجية. كان وزير الشؤون الفيجية يتشاور مع الرئيس كجزء من عملية الاختيار. مُنح رئيس الوزراء السابق سيتيفيني رابوكا تعيينًا أبديًا في المجلس.

## ثقافتهم
تنتمي اللغة الفيجية الأصلية إلى فرع وسط المحيط الهادئ (الفيجي – البولنيزي) من عائلة اللغات الأسترونيزية. تتمحور التقاليد الفيجية حول الاحتفالات والمناسبات التي تربط المجتمع.
ياكونا (تُلفظ يانغ – غونا)، يُعرف أيضًا باسم كافا - تقليد تراثي مهم آخر - هو منقوع يُحضر من جذور الفلفل المسمم، أحد أنوع نبتة الفلفل. غالبًا ما يُشار إلى النبتة ذاتها باسم ياكونا أو نبتة الكافا. للياكونا أهمية قصوى في الثقافة الفيجية الأصلية، وفي عصر «الديانة القديمة» كانت تستخدم في مراسم خاصة من قبل رؤساء القبائل والكهنة حصرًا. في يومنا الحالي، الياكونا جزء من الحياة اليومية، في كل من القرى والمناطق المدنية وبين كل الطبقات وفي كل مشارب الحياة. يُستخدم «تناول الكروغ» أو «شُرب الكروغ»، كما يُعرف شرب الكافا في بعض الأحيان، للترحيب بالزوار وتوثيق العلاقة معهم، ولجلسات سرد القصص أو لمجرد تمضية الوقت.
التابوا هو سن حوت مبجل جدًا يُستخدم في كل من المناسبات العامة أو الخاصة أو المراسم. يعتبر السن مقدسًا.